# Tiguerorte
Tiguerorte es un núcleo de población situado en el sur de la isla de La Palma, en el municipio de Villa de Mazo, entre los barrios de Malpaíses y de Tigalate.

## Demografía
| 2000 | 2001 | 2002 | 2003 | 2004 | 2005 | 2006 | 2007 | 2008 | 2009 | 2010 |
| ---- | ---- | ---- | ---- | ---- | ---- | ---- | ---- | ---- | ---- | ---- |
| 225  | 224  | 239  | 241  | 242  | 240  | 245  | 264  | 253  | 237  | 245  |